# Pinus romaniae
Pinus romaniae là một loài thực vật hạt trần trong họ Pinaceae. Loài này được Dum.Cours. mô tả khoa học đầu tiên năm 1811.